# Psychoda nigriventris
Psychoda nigriventris är en tvåvingeart som beskrevs av Tokunaga 1958. Psychoda nigriventris ingår i släktet Psychoda och familjen fjärilsmyggor. Inga underarter finns listade i Catalogue of Life.